# Meijin 1997
Il Meijin 1997 è stata la 22ª edizione del torneo goistico giapponese Meijin.

## Qualificazioni
Dalle eliminatorie i giocatori qualificati al torneo finale sono stati Shikun Ryu, Norimoto Yoda e Kagen Yo.

## Torneo
- W indica vittoria col bianco
- B indica vittoria col nero
- X indica la sconfitta
- +R indica che la partita si è conclusa per abbandono
- +N indica lo scarto dei punti a fine partita
- +F indica la vittoria per forfeit
- +T indica la vittoria per timeout
- +? indica una vittoria con scarto sconosciuto
- V indica una vittoria in cui non si conosce scarto e colore del giocatore

| Giocatore        | M.T.  | O.R. | M.K.  | K.K.   | S.K.  | R.K.  | N.Y.  | S.R.  | K.Y.  | Risultato | Note                                     |
| ---------------- | ----- | ---- | ----- | ------ | ----- | ----- | ----- | ----- | ----- | --------- | ---------------------------------------- |
| Masaki Takemiya  | –     | X    | W+6,5 | X      | X     | B+2,5 | X     | B+R   | W+R   | 4-4       |                                          |
| O Rissei         | W+R   | –    | B+R   | W+11,5 | X     | W+R   | B+2,5 | X     | B+R   | 6-2       | Qualificato allo spareggio per la finale |
| Masao Kato       | X     | X    | –     | B+0,5  | W+R   | B+R   | X     | X     | W+R   | '4-4      |                                          |
| Kōichi Kobayashi | W+1,5 | X    | X     | –      | B+1,5 | W+R   | B+R   | W+8,5 | B+R   | 6-2       | Qualificato allo spareggio per la finale |
| Satoshi Kataoka  | B+R   | W+R  | X     | X      | –     | X     | W+R   | B+4,5 | W+R   | 5-3       |                                          |
| Rin Kaiho        | X     | X    | X     | X      | W+R   | –     | X     | X     | X     | 1-7       | Retrocesso                               |
| Norimoto Yoda    | B+2,5 | X    | B+R   | X      | X     | W+0,5 | –     | X     | X     | 3-5       | Retrocesso                               |
| Shikun Ryu       | X     | B+R  | W+R   | X      | X     | B+R   | W+2,5 | –     | B+8,5 | 5-3       |                                          |
| Kagen Yo         | X     | X    | X     | X      | X     | W+R   | B+2,5 | X     | –     | 2-6       | Retrocesso                               |

## Finale
La finale è stata una sfida al meglio delle sette partite.